# Szulok
Szulok é um município da Hungria, situado no condado de Somogy. Tem 27,91 km² de área e sua população em 2019 foi estimada em 690 habitantes.